# Kenza
Kenza é um álbum de estúdio do cantor argelino Khaled, lançado em 1999.
| Críticas profissionais | Críticas profissionais |
| Avaliações da crítica  | Avaliações da crítica  |
| Fonte                  | Avaliação              |
| ---------------------- | ---------------------- |
| Allmusic               | [ 1 ]                  |

## Lista de faixas
| N.º            | Título                     | Compositor(es)                                           | Produtor(es)                  | Duração |  |
| 1.             | "Aâlach Tloumouni"         | Hadj Brahim Khaled, Ahmed Wahbi Driche                   | Steve Hillage                 | 5:02    |  |
| 2.             | "El Harba Wine" (com Amar) | Khaled, Amar, Mohamed Angar, Mohamed Benhamadouche, Idir | Hillage                       | 4:33    |  |
| 3.             | "C'est la nuit"            | Jean-Jacques Goldman                                     | Goldman, Christophe Battaglia | 5:04    |  |
| 4.             | "Imagine" (com Noa)        | John Lennon                                              | Hillage                       | 4:07    |  |
| 5.             | "Trigue Lycee"             | Khaled                                                   | Hillage                       | 4:43    |  |
| 6.             | "E'dir E'sseba"            | Khaled, Ahmed Hamadi, Lati Kronlund                      | Lati Kronlund                 | 5:50    |  |
| 7.             | "Ya Aâchkou"               | Khaled, Hamadi                                           | Kronlund                      | 3:57    |  |
| 8.             | "Melha"                    | Khaled, Hamadi                                           | Hillage                       | 6:07    |  |
| 9.             | "Raba-Raba"                | Khaled, Mohamed H'Fif                                    | Hillage                       | 5:37    |  |
| 10.            | "El Bab"                   | Khaled, Hamadi                                           | Kronlund                      | 5:28    |  |
| 11.            | "El Aâdyene"               | Khaled, Hamadi, Kronlund                                 | Kronlund                      | 5:37    |  |
| 12.            | "Gouloulha-Dji"            | Khaled                                                   | Kronlund                      | 5:37    |  |
| 13.            | "Mele H'bibti"             | Khaled                                                   | Hillage                       | 6:29    |  |
| 14.            | "Derwiche Tourneur"        | Goldman                                                  | Goldman, Battaglia            | 6:00    |  |
| Duração total: | Duração total:             | Duração total:                                           | Duração total:                | 74:28   |  |

| Faixa bônus da edição europeia |                                           |                 |                    |         |  |
| N.º                            | Título                                    | Compositor(es)  | Produtor(es)       | Duração |  |
| 15.                            | "Leïli" (versão árabe de "C'est la nuit") | Khaled, Goldman | Goldman, Battaglia | 4:08    |  |
| Duração total:                 | Duração total:                            | Duração total:  | Duração total:     | 78:36   |  |